# Boulet de charbon
Pour les articles homonymes, voir Boulet (homonymie).
Un boulet de charbon (parfois boule de charbon) est une masse de forme sphérique qui, malgré ce que laisse croire son nom, est riche en calcium, résultat d'une perminéralisation d'organismes vivants. Les boulets de charbon se sont formés voici environ 300 millions d'années, pendant le Carbonifère. Ils préservent de façon exceptionnelle la matière organique, ce qui les rend précieux aux yeux des scientifiques qui les découpent et les pèlent pour trouver des indices géologiques sur la vie terrestre de cette époque.

## Présentation
En 1855, deux scientifiques anglais, Joseph Dalton Hooker et Edward William Binney, font une première description scientifique de boulets de charbon découverts en Angleterre, ce qui donne un premier élan à leur étude en Europe. C'est en 1922 que les premiers boulets de charbon sont découverts et décrits en Amérique du Nord. Depuis, ces boulets ont été découverts dans d'autres pays et leur étude a permis de découvrir de plus de 300 espèces et plus de 130 genres de végétaux fossiles. 
Les boulets de charbon se trouvent dans les filons de charbon à travers l'Amérique du Nord et l'Eurasie. Les boulets nord-américains sont répartis uniformément, tant de façon stratigraphique que géologique, au contraire des boulets européens. Les plus anciens boulets connus proviennent de l'Allemagne et de l'ancienne Tchécoslovaquie.